# Gornja Tušimlja
Gornja Tušimlja (Servisch cyrillisch Горња Тушимља) is een plaats in de Servische gemeente Novi Pazar. De plaats telt 33 inwoners (2002).